# Arnold Weixelbaumer

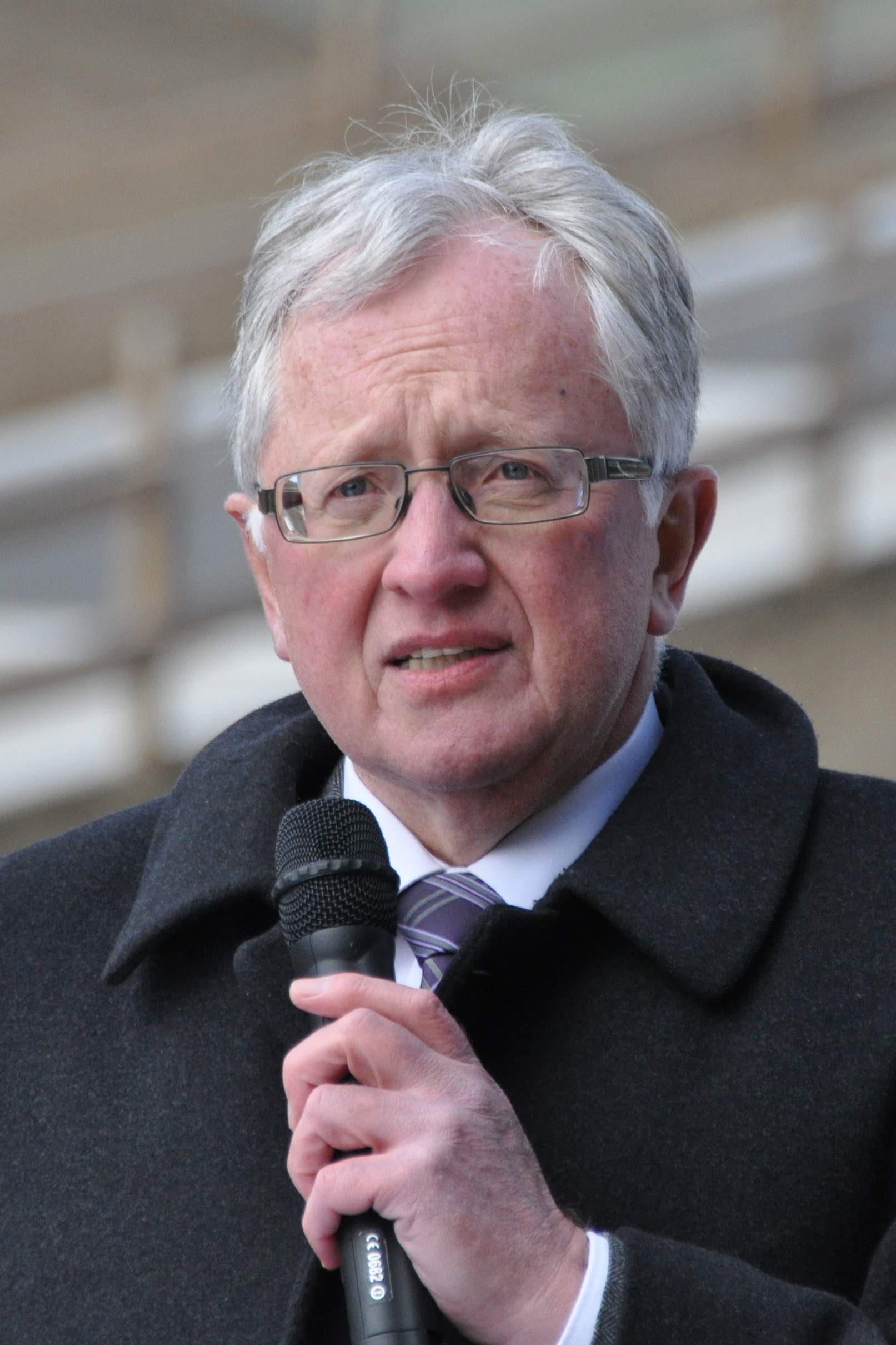
Arnold Weixelbaumer (2013)

Arnold Weixelbaumer (* 4. Februar 1953 in Linz) ist ein oberösterreichischer Politiker (ÖVP). Weixelbaumer war von 1991 bis 2014 Bürgermeister der Gemeinde Zwettl an der Rodl und von 1996 bis 2015 Abgeordneter zum Oberösterreichischen Landtag.

## Leben
Arnold Weixelbaumer absolvierte eine Bankausbildung und war bis zum 31. Dezember 1997 Geschäftsleiter der Raiffeisenbank Bad Leonfelden. Zudem war er Beirat im Österreichischen Arbeiter- und Angestelltenbund (ÖAAB). 
Weixelbaumer engagierte sich von 1989 bis 2012 als Obmann der ÖVP in Zwettl an der Rodl und wurde 1995 zum Bezirksobmann der ÖVP Urfahr-Umgebung gewählt. Ab dem 6. Oktober 1991 war er Bürgermeister in Zwettl. 1996 wurde Weixelbaumer in den Landtag gewählt, in der XXVI. Gesetzgebungsperiode war er Mitglied im Ausschuss für Finanzen, im Kontrollausschuss, im Ausschuss für EU-Angelegenheiten sowie im Ausschuss für Petitionen und Rechtsbereinigungen. Für seine Verdienste wurde er 2014 zum Ehrenbürger der Gemeinde Zwettl an der Rodl ernannt.
Weixelbaumer ist verheiratet und hat zwei Kinder.

## Auszeichnungen
- 2016: Goldenes Ehrenzeichen des Landes Oberösterreich[1]